# Anopheles njombiensis
Anopheles njombiensis este o specie de țânțari din genul Anopheles, descrisă de Peters în anul 1955. Conform Catalogue of Life specia Anopheles njombiensis nu are subspecii cunoscute.